# Harry Stradling Sr.
Harry Stradling Sr. (Newark, 1º settembre 1901 – Los Angeles, 14 febbraio 1970) è stato un direttore della fotografia statunitense, due volte vincitore dell'Oscar alla migliore fotografia (su quattordici candidature), nel 1946 per Il ritratto di Dorian Gray e nel 1965 per My Fair Lady.

## Biografia
Nipote di Walter Stradling, è il padre di Harry Stradling Jr., a sua volta affermato direttore della fotografia (due volte candidato all'Oscar).

## Riconoscimenti
- Oscar alla migliore fotografia
  - 1944: candidato - La commedia umana
  - 1946: vincitore - Il ritratto di Dorian Gray
  - 1950: candidato - I Barkleys di Broadway
  - 1952: candidato - Un tram che si chiama Desiderio
  - 1953: candidato - Il favoloso Andersen
  - 1956: candidato - Bulli e pupe
  - 1957: candidato - Incantesimo
  - 1959: candidato - La signora mia zia
  - 1960: candidato - I segreti di Filadelfia
  - 1962: candidato - Il molto onorevole ministro
  - 1963: candidato - La donna che inventò lo strip-tease
  - 1965: vincitore - My Fair Lady
  - 1969: candidato - Funny Girl
  - 1970: candidato - Hello, Dolly!
- BAFTA alla migliore fotografia
  - 1970: candidato - Funny Girl ed Hello, Dolly!

## Filmografia parziale
- Il sigillo di Cardi (Fair Lady), regia di Kenneth S. Webb (1922)
- Wandering Fires, regia di Maurice Campbell (1925)
- Mother's Boy, regia di Bradley Barker (1929)
- Il padrone delle ferriere (Le maître de forges), regia di Abel Gance e Fernand Rivers (1933)
- La signora dalle camelie (La dame aux camélias), regia di Abel Gance e Fernand Rivers (1934)
- La donna dai due volti (Le Grand Jeu), regia di Jacques Feyder (1934)
- Episodio (Episode), regia di Walter Reisch (1935)
- La kermesse eroica (La Kermesse héroïque), regia di Jacques Feyder (1935)
- L'ultimo treno da Mosca (Knight Without Armour), regia di Jacques Feyder (1937)
- La cavalcata delle follie (South Riding), regia di Victor Saville (1938)
- La cittadella (The Citadel), regia di King Vidor (1938)
- Pigmalione (Pygmalion), regia di Anthony Asquith e Leslie Howard (1938)
- La taverna della Giamaica (Jamaica Inn), regia di Alfred Hitchcock (1939)
- Ali che non tornano (Q Planes), regia di Tim Whelan (1939)
- Non desiderare la donna d'altri (They Knew What They Wanted), regia di Garson Kanin (1940)
- Il signore e la signora Smith (Mr. & Mrs. Smith), regia di Alfred Hitchcock (1941)
- Il diavolo si converte (The Devil and Miss Jones), regia di Sam Wood (1941)
- Il sospetto (Suspicion), regia di Alfred Hitchcock (1941)
- Avventura all'Avana (Her Cardboard Lover), regia di George Cukor (1942)
- La commedia umana (The Human Comedy), regia di Clarence Brown (1943)
- Bellezze al bagno (Bathing Beauty), regia di George Sidney (1944)
- Il ritratto di Dorian Gray (The Picture of Dorian Gray), regia di Albert Lewin (1945)
- Sua altezza e il cameriere (Her Highness and the Bellboy), regia di Richard Thorpe (1945)
- Luna senza miele (Thrill of a Romance), regia di Richard Thorpe (1945)
- Nuvole passeggere (Till the Clouds Roll By), regia di Richard Whorf (1946)
- Vacanze al Messico (Holiday in Mexico), regia di George Sidney (1946)
- Canto d'amore (Song of Love), regia di Clarence Brown (1947)
- Il pirata (The Pirate), regia di Vincente Minnelli (1948)
- Ti amavo senza saperlo (Easter Parade), regia di Charles Walters (1948)
- I Barkleys di Broadway (The Barkleys of Broadway), regia di Charles Walters (1949)
- Tensione (Tension), regia di John Berry (1949)
- La porta dell'inferno (Edge of Doom), regia di Mark Robson (1950)
- Un tram che si chiama Desiderio (A Streetcar Named Desire), regia di Elia Kazan (1951)
- Seduzione mortale (Angel Face), regia di Otto Preminger (1952)
- Il favoloso Andersen (Hans Christian Andersen), regia di Charles Vidor (1952)
- Androclo e il leone (Androcles and the Lion), regia di Chester Erskine (1952)
- Johnny Guitar, regia di Nicholas Ray (1954)
- Bulli e pupe (Guys and Dolls), regia di Joseph L. Mankiewicz (1955)
- Incantesimo (The Eddy Duchin Story), regia di George Sidney (1956)
- Elena di Troia (Helen of Troy), regia di Robert Wise (1956)
- Il giuoco del pigiama (The Pajama Game), regia di George Abbott e Stanley Donen (1957)
- Un volto nella folla (A Face in the Crowd), regia di Elia Kazan (1957)
- Vertigine (Marjorie Morningstar), regia di Irving Rapper (1958)
- La signora mia zia (Auntie Mame), regia di Morton DaCosta (1958)
- I segreti di Filadelfia (The Young Philadelphians), regia di Vincent Sherman (1959)
- Scandalo al sole (A Summer Place), regia di Delmer Daves (1959)
- Il buio in cima alle scale (The Dark at the Top of the Stairs), regia di Delbert Mann (1960)
- Chi era quella signora? (Who Was That Lady?), regia di George Sidney (1960)
- Il molto onorevole ministro (A Majority of One), regia di Mervyn LeRoy (1961)
- Vento caldo (Parrish), regia di Delmer Daves (1961)
- La donna che inventò lo strip-tease (Gypsy), regia di Mervyn LeRoy (1962)
- My Fair Lady, regia di George Cukor (1964)
- Come uccidere vostra moglie (How to Murder Your Wife), regia di Richard Quine (1965)
- Cammina, non correre (Walk Don't Run), regia di Charles Walters (1966)
- Penelope, la magnifica ladra (Penelope), regia di Arthur Hiller (1966)
- Funny Girl, regia di William Wyler (1968)
- Hello, Dolly!, regia di Gene Kelly (1969)
- L'amica delle 5 ½ (On a Clear Day You Can See Forever), regia di Vincente Minnelli (1970)
- Il gufo e la gattina (The Owl and the Pussycat), regia di Herbert Ross (1970)